# Estação Corentin Celton
Corentin Celton é uma estação da linha 12 do Metrô de Paris, localizada em Issy-les-Moulineaux.

## História
A estação foi aberta em 24 de março de 1934 sob o nome de Petits Ménages.
Em 1868, o antigo hospício des Petits Ménages, então situado no 7.º arrondissement de Paris, se mudou para Issy-les-Moulineaux, deixando então um amplo espaço para a extensão do Bon Marché. situado nas proximidades do hospício, a estação levou o nome de Petits-Ménages até 15 de outubro de 1945. Em memória de Corentin Celton, um empregado do hospício resistente fuzilado pelos nazistas, a estação porta hoje o seu nome.
Ela viu entrar 3 380 242 passageiros em 2013, o que coloca na 156ª posição das estações de metrô por sua frequência.

## Serviços aos Passageiros

### Acessos
A estação tem dois acessos situados na place Paul Vaillant-Couturier.
- O accesso 1 "Boulevard Gambetta";
- O accesso 2 "Rue Ernest-Renan";
- O accesso 3 "Place Paul-Vaillant Couturier".

### Plataforma

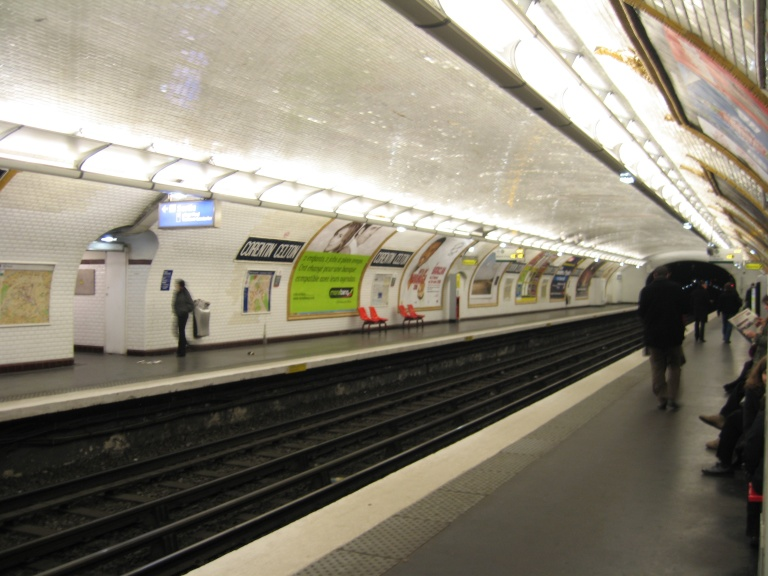
A estação em 2008

Corentin Celton é a estação de configuração padrão: ela tem duas plataformas separadas pelas vias do metrô e a abóbada é elíptica. A decoração é do estilo utilizado pela maioria das estações de metrô: a faixa de iluminação é branca e arredondada no estilo de "Gaudin" da renovação do metrô da década de 2000, e as telhas em cerâmica branca biseladas recobrem os pés-direitos, a abóbada e o tímpano. Os quadros publicitários são em faiança da cor de mel e o nome da estação é também em faiança. Os assentos são do estilo "Motte" de cor vermelha.

### Intermodalidade
A estação é servida pelas linhas 126, 189, 394 e o serviço urbano TUVIM da rede de ônibus RATP e, à noite, pela linha N62 da rede Noctilien.

## Pontos turísticos
- Hôpital Corentin-Celton
- Paris Expo Porte de Versailles
- Parc omnisports Suzanne-Lenglen
- Séminaire Saint-Sulpice.

## Cultura
A estação aparece no primeiro capítulo de Je m'en vais, romance de Jean Echenoz, publicado em setembro de 2009.